# Гришанова, Анастасия Александровна
Анастасия Александровна Гришанова (р. 1995) — российская спортсменка, мастер спорта, неоднократный призёр чемпионата России, член сборной России по академической гребле.

## Биография
Родилась в 1995 году.
Жила в Тольятти, занималась у тренера-преподавателя ССШ ДЮОРК филиала ЦСКА/Самара Юрия Викторовича Софронова.
25 апреля 2016 года Анастасии было присвоено звание мастера спорта.

## Достижения
В 2014 году стала второй в Кубке России в классе 8х ЖСА
В 2015 году на всероссийских соревнования «54-я большая Московская регата» завоевала золотую медаль в парах на дистанции в 2000 метров и серебряную в составе четвёрки. В том же году стала второй в Кубке России в парной четвёрке, и бронзовым призёром чемпионата России в четвёрке распашной, в восьмерке с рулевым и классе женских четверок парных
Член сборной России по академической гребле